# Stjepan Tomas
Stjepan Tomas (Bugojno, 1976. március 6. –), horvát válogatott labdarúgó.
A horvát válogatott tagjaként részt vett a 2004-es Európa-bajnokságon, a 2002-es és a 2006-os világbajnokságon.

## Sikerei, díjai
Dinamo Zagreb
- Horvát bajnok (1): 1995–96, 1996–97, 1997–98, 1998–99, 1999–2000
- Horvát kupagyőztes (1): 1995–96, 1996–97, 1997–98

Fenerbahçe
- Török bajnok (1): 2003–04

Galatasaray
- Török bajnok (1): 2005–06
- Török kupagyőztes (1): 2004–05

Rubin Kazany
- Orosz bajnok (2): 2008, 2009